# Список населённых пунктов Раменского муниципального округа
В списке представлены населённые пункты Раменского муниципального округа Московской области и их принадлежность к бывшим муниципальным образованиям. Перечень населённых пунктов, их наименование и вид даны в соответствии с Законом Московской области от 25.02.2005 № 55/2005-ОЗ «О статусе и границах Раменского муниципального района и вновь образованных в его составе муниципальных образований».
После преобразования Раменского района в городской округ с целью исключения наличия у двух одноимённых населённых пунктов одинаковых категорий постановлением Губернатора Московской области № 647-ПГ от 27 декабря 2019 года:
- деревня Григорово бывшего сельского поселения Никоновское преобразована в село;
- деревня Захарово бывшего городского поселения Кратово преобразована в село;
- деревня Никулино бывшего сельского поселения Никоновское преобразована в село;
- деревня Поповка бывшего городского поселения Кратово преобразована в село;
- деревня Сельцо бывшего сельского поселения Островецкое преобразована в село;
- деревня Слободка бывшего сельского поселения Никоновское преобразована в село.

С 1 января 2025 года Раменский городской округ преобразован в Раменский муниципальный округ.
В 2025 году рабочие посёлки Быково, Ильинский и дачные посёлки Кратово, Родники, Удельная преобразован в посёлок городского типа.
На территории Раменского муниципального округа находятся 232 населённых пункта: 1 город, 5 посёлков городского типа, 24 посёлков, 44 сёл и 158 деревень. Ранее они входили в состав 6 городских и 15 сельских поселений.
| №   | Населённый пункт                | Тип                     | Население | Муниципальное образование            |
| --- | ------------------------------- | ----------------------- | --------- | ------------------------------------ |
| 1   | Агашкино                        | деревня                 | ↗101      | сельское поселение Никоновское       |
| 2   | Аксёново                        | деревня                 | ↗543      | сельское поселение Вялковское        |
| 3   | Амирово                         | деревня                 | ↗138      | сельское поселение Никоновское       |
| 4   | Антоново                        | деревня                 | ↗537      | сельское поселение Новохаритоновское |
| 5   | Апариха                         | деревня                 | ↘89       | городское поселение Быково           |
| 6   | Аргуново                        | деревня                 | ↗58       | сельское поселение Ульянинское       |
| 7   | Аринино                         | деревня                 | ↘199      | сельское поселение Новохаритоновское |
| 8   | Арменево                        | деревня                 | ↗79       | сельское поселение Никоновское       |
| 9   | Бахтеево                        | деревня                 | ↗422      | сельское поселение Новохаритоновское |
| 10  | Белозериха                      | деревня                 | ↗44       | сельское поселение Заболотьевское    |
| 11  | Бельково                        | деревня                 | ↘24       | сельское поселение Рыболовское       |
| 12  | Бисерово                        | деревня                 | ↗204      | сельское поселение Кузнецовское      |
| 13  | Бисерово                        | село                    | ↗79       | сельское поселение Рыболовское       |
| 14  | Большое Ивановское              | деревня                 | ↗61       | сельское поселение Никоновское       |
| 15  | Боршева                         | село                    | ↗284      | сельское поселение Рыболовское       |
| 16  | Бояркино                        | деревня                 | ↘320      | сельское поселение Кузнецовское      |
| 17  | Бритово                         | деревня                 | ↗171      | сельское поселение Софьинское        |
| 18  | Бронницы                        | посёлок станции         | ↘1174     | сельское поселение Кузнецовское      |
| 19  | Бубново                         | деревня                 | ↗66       | сельское поселение Ульянинское       |
| 20  | Булгаково                       | деревня                 | ↗64       | сельское поселение Ульянинское       |
| 21  | Быково                          | посёлок городского типа | ↗8895     | городское поселение Быково           |
| 22  | Быково                          | село                    | ↗1721     | сельское поселение Верейское         |
| 23  | Василево                        | деревня                 | ↗34       | сельское поселение Ганусовское       |
| 24  | Васильево                       | деревня                 | ↗28       | сельское поселение Софьинское        |
| 25  | Верея                           | деревня                 | ↗1940     | сельское поселение Верейское         |
| 26  | Вертячево                       | деревня                 | ↗35       | сельское поселение Софьинское        |
| 27  | Верхнее Велино                  | деревня                 | ↗171      | сельское поселение Софьинское        |
| 28  | Вишняково                       | деревня                 | ↗37       | сельское поселение Ганусовское       |
| 29  | Вишняково                       | село                    | ↘16       | сельское поселение Константиновское  |
| 30  | Владимировка                    | деревня                 | ↗47       | сельское поселение Рыболовское       |
| 31  | Власово                         | деревня                 | ↗119      | сельское поселение Вялковское        |
| 32  | Воловое                         | деревня                 | ↗144      | сельское поселение Ганусовское       |
| 33  | Володино                        | деревня                 | ↗350      | сельское поселение Новохаритоновское |
| 34  | Вороново                        | деревня                 | ↗49       | сельское поселение Новохаритоновское |
| 35  | Воскресенское                   | село                    | ↗19       | сельское поселение Константиновское  |
| 36  | Вохринка                        | деревня                 | ↗966      | сельское поселение Рыболовское       |
| 37  | Вялки                           | деревня                 | ↗1351     | сельское поселение Вялковское        |
| 38  | Галушино                        | деревня                 | ↗4        | сельское поселение Константиновское  |
| 39  | Ганусово                        | посёлок                 | ↗651      | сельское поселение Ганусовское       |
| 40  | Ганусово                        | село                    | ↗89       | сельское поселение Ганусовское       |
| 41  | Гжелка                          | посёлок                 | ↘241      | сельское поселение Сафоновское       |
| 42  | Гжель                           | посёлок                 | ↗424      | сельское поселение Гжельское         |
| 43  | Гжель                           | село                    | ↗1006     | сельское поселение Гжельское         |
| 44  | Гжельского кирпичного завода    | посёлок                 | →1880     | сельское поселение Гжельское         |
| 45  | Глебово                         | деревня                 | ↗209      | сельское поселение Гжельское         |
| 46  | Головино                        | деревня                 | →15       | сельское поселение Ганусовское       |
| 47  | Григорово                       | деревня                 | ↗214      | сельское поселение Гжельское         |
| 48  | Григорово                       | село                    | ↗16       | сельское поселение Никоновское       |
| 49  | Давыдово                        | село                    | ↗187      | сельское поселение Ульянинское       |
| 50  | Дементьево                      | деревня                 | ↗524      | городское поселение Кратово          |
| 51  | Денежниково                     | деревня                 | ↘17       | сельское поселение Константиновское  |
| 52  | Денежниково                     | посёлок                 | ↗977      | сельское поселение Константиновское  |
| 53  | Денисьево                       | деревня                 | ↗14       | сельское поселение Никоновское       |
| 54  | Дергаево                        | деревня                 | →2254     | городское поселение Раменское        |
| 55  | Донино                          | деревня                 | ↘446      | городское поселение Кратово          |
| 56  | Дор                             | деревня                 | ↗22       | сельское поселение Ганусовское       |
| 57  | Дружба                          | посёлок                 | ↘3817     | сельское поселение Кузнецовское      |
| 58  | Дубовая Роща                    | посёлок                 | ↘4120     | сельское поселение Сафоновское       |
| 59  | Дурниха                         | деревня                 | ↗381      | сельское поселение Софьинское        |
| 60  | Дьяково                         | деревня                 | ↗54       | сельское поселение Константиновское  |
| 61  | Еганово                         | село                    | ↗265      | сельское поселение Чулковское        |
| 62  | Ждановское                      | деревня                 | ↘35       | сельское поселение Константиновское  |
| 63  | Жирово                          | деревня                 | ↗399      | сельское поселение Новохаритоновское |
| 64  | Жирошкино                       | деревня                 | ↗194      | сельское поселение Ганусовское       |
| 65  | Жуково                          | деревня                 | ↗26       | сельское поселение Чулковское        |
| 66  | Заболотье                       | деревня                 | ↗1205     | сельское поселение Заболотьевское    |
| 67  | Забусово                        | деревня                 | ↗28       | сельское поселение Рыболовское       |
| 68  | Заворово                        | село                    | ↗1245     | сельское поселение Никоновское       |
| 69  | Загорново                       | село                    | ↗932      | сельское поселение Сафоновское       |
| 70  | Залесье                         | деревня                 | ↗18       | сельское поселение Ганусовское       |
| 71  | Заозерье                        | деревня                 | ↗235      | сельское поселение Островецкое       |
| 72  | Запрудное                       | деревня                 | ↗59       | сельское поселение Софьинское        |
| 73  | Захариха                        | деревня                 | ↘96       | сельское поселение Заболотьевское    |
| 74  | Захарово                        | село                    | ↗628      | городское поселение Кратово          |
| 75  | Захарово                        | деревня                 | ↗66       | сельское поселение Рыболовское       |
| 76  | Зелёная Слобода                 | село                    | ↗91       | сельское поселение Чулковское        |
| 77  | Зюзино                          | село                    | ↗1036     | сельское поселение Вялковское        |
| 78  | Ивановка                        | деревня                 | ↘171      | сельское поселение Софьинское        |
| 79  | Игнатьево                       | село                    | ↘140      | сельское поселение Новохаритоновское |
| 80  | Игумново                        | село                    | ↘948      | городское поселение Кратово          |
| 81  | Ильинский                       | посёлок городского типа | ↗14 849   | городское поселение Ильинский        |
| 82  | Ильинское                       | село                    | ↗72       | сельское поселение Константиновское  |
| 83  | Имени Тельмана                  | посёлок                 | ↗4140     | сельское поселение Чулковское        |
| 84  | Какузево                        | деревня                 | ↗89       | сельское поселение Чулковское        |
| 85  | Каменное Тяжино                 | деревня                 | ↗135      | сельское поселение Чулковское        |
| 86  | Капустино                       | деревня                 | ↗201      | сельское поселение Вялковское        |
| 87  | Карпово                         | село                    | ↘233      | сельское поселение Новохаритоновское |
| 88  | Клишева                         | деревня                 | ↗1515     | сельское поселение Заболотьевское    |
| 89  | Колоколово                      | деревня                 | ↗27       | сельское поселение Рыболовское       |
| 90  | Коломино                        | деревня                 | ↗60       | сельское поселение Новохаритоновское |
| 91  | Колупаево                       | деревня                 | ↗79       | сельское поселение Рыболовское       |
| 92  | Комбината стройматериалов-1     | посёлок                 | ↘745      | сельское поселение Гжельское         |
| 93  | Комбината стройматериалов-2     | посёлок                 | ↗120      | сельское поселение Гжельское         |
| 94  | Константиново                   | село                    | ↘3399     | сельское поселение Константиновское  |
| 95  | Коняшино                        | деревня                 | ↗258      | сельское поселение Гжельское         |
| 96  | Копнино                         | деревня                 | ↗193      | сельское поселение Вялковское        |
| 97  | Коробово                        | деревня                 | ↗20       | сельское поселение Никоновское       |
| 98  | Костино                         | деревня                 | ↗29       | сельское поселение Ульянинское       |
| 99  | Косякино                        | деревня                 | ↗80       | сельское поселение Никоновское       |
| 100 | Кочина Гора                     | деревня                 | ↗6        | сельское поселение Константиновское  |
| 101 | Кошерово                        | деревня                 | ↘400      | сельское поселение Гжельское         |
| 102 | Кратово                         | посёлок городского типа | ↗15 790   | городское поселение Кратово          |
| 103 | Кривцы                          | село                    | ↗261      | сельское поселение Софьинское        |
| 104 | Кузнецово                       | деревня                 | ↗997      | сельское поселение Кузнецовское      |
| 105 | Кузяево                         | деревня                 | ↗372      | сельское поселение Новохаритоновское |
| 106 | Кузяевского фарфорового завода  | посёлок                 | ↗1176     | сельское поселение Новохаритоновское |
| 107 | Кулаково                        | деревня                 | ↗399      | сельское поселение Чулковское        |
| 108 | Лаптево                         | деревня                 | ↗11       | сельское поселение Ульянинское       |
| 109 | Левино                          | деревня                 | ↗202      | сельское поселение Никоновское       |
| 110 | Липкино                         | деревня                 | ↗9        | сельское поселение Никоновское       |
| 111 | Литвиново                       | деревня                 | ↗540      | сельское поселение Сафоновское       |
| 112 | Локтевая                        | деревня                 | ↗43       | сельское поселение Рыболовское       |
| 113 | Лубнинка                        | деревня                 | ↗11       | сельское поселение Рыболовское       |
| 114 | Лужки                           | деревня                 | ↗89       | сельское поселение Вялковское        |
| 115 | Лысцево                         | деревня                 | ↗44       | сельское поселение Ульянинское       |
| 116 | Макаровка                       | деревня                 | ↗54       | сельское поселение Никоновское       |
| 117 | Малахово                        | село                    | ↘99       | сельское поселение Заболотьевское    |
| 118 | Малое Саврасово                 | деревня                 | ↗42       | сельское поселение Константиновское  |
| 119 | Малышево                        | деревня                 | ↗63       | сельское поселение Ганусовское       |
| 120 | Малышево                        | село                    | ↗1082     | сельское поселение Кузнецовское      |
| 121 | Марково                         | село                    | ↘30       | сельское поселение Кузнецовское      |
| 122 | Машиностроитель                 | посёлок                 | ↘43       | сельское поселение Кузнецовское      |
| 123 | Меткомелино                     | деревня                 | ↗275      | сельское поселение Новохаритоновское |
| 124 | Мещеры                          | деревня                 | ↘28       | сельское поселение Новохаритоновское |
| 125 | Минино                          | деревня                 | ↘257      | сельское поселение Гжельское         |
| 126 | Мирный                          | посёлок                 | ↗268      | сельское поселение Кузнецовское      |
| 127 | Митьково                        | деревня                 | ↗6        | сельское поселение Никоновское       |
| 128 | Михайловская Слобода            | село                    | ↗442      | сельское поселение Чулковское        |
| 129 | Михеево                         | село                    | ↘388      | сельское поселение Рыболовское       |
| 130 | Морозово                        | деревня                 | ↘479      | сельское поселение Рыболовское       |
| 131 | Надеждино                       | деревня                 | ↘84       | сельское поселение Кузнецовское      |
| 132 | Натальино                       | деревня                 | ↗98       | сельское поселение Никоновское       |
| 133 | Нащекино                        | деревня                 | ↗120      | сельское поселение Ганусовское       |
| 134 | Нестерово                       | деревня                 | ↗350      | сельское поселение Ганусовское       |
| 135 | Нижнее Велино                   | деревня                 | ↗148      | сельское поселение Софьинское        |
| 136 | Нижнее Мячково                  | деревня                 | ↗699      | сельское поселение Чулковское        |
| 137 | Никитское                       | село                    | ↘1197     | сельское поселение Ульянинское       |
| 138 | Никоновское                     | село                    | ↗1465     | сельское поселение Никоновское       |
| 139 | Никулино                        | село                    | ↘107      | сельское поселение Никоновское       |
| 140 | Никулино                        | деревня                 | ↘283      | сельское поселение Рыболовское       |
| 141 | Новое                           | село                    | ↗2337     | сельское поселение Заболотьевское    |
| 142 | Новомайково                     | деревня                 | ↗41       | сельское поселение Ульянинское       |
| 143 | Новомарьинка                    | деревня                 | ↗14       | сельское поселение Ульянинское       |
| 144 | Новохаритоново                  | село                    | ↗687      | сельское поселение Новохаритоновское |
| 145 | Обухово                         | деревня                 | ↗295      | сельское поселение Гжельское         |
| 146 | Овчинкино                       | деревня                 | ↘3        | сельское поселение Константиновское  |
| 147 | Осеченки                        | деревня                 | ↗489      | сельское поселение Вялковское        |
| 148 | Панино                          | деревня                 | ↘503      | сельское поселение Ганусовское       |
| 149 | Паткино                         | деревня                 | ↗94       | сельское поселение Софьинское        |
| 150 | Патрикеево                      | деревня                 | ↗84       | сельское поселение Ганусовское       |
| 151 | Первомайка                      | деревня                 | ↗678      | сельское поселение Заболотьевское    |
| 152 | Першино                         | деревня                 | ↗61       | сельское поселение Ульянинское       |
| 153 | Пестовка                        | деревня                 | ↗32       | сельское поселение Никоновское       |
| 154 | Петровское                      | деревня                 | ↗329      | сельское поселение Кузнецовское      |
| 155 | Петровское                      | село                    | ↗13       | сельское поселение Софьинское        |
| 156 | Пласкинино                      | деревня                 | ↗311      | сельское поселение Кузнецовское      |
| 157 | Плетениха                       | деревня                 | ↘56       | сельское поселение Константиновское  |
| 158 | Подберёзное                     | деревня                 | ↗13       | сельское поселение Софьинское        |
| 159 | Поддубье                        | деревня                 | ↗37       | сельское поселение Ульянинское       |
| 160 | Полушкино                       | деревня                 | ↘222      | сельское поселение Вялковское        |
| 161 | Поповка                         | село                    | ↗357      | городское поселение Кратово          |
| 162 | Поповка                         | деревня                 | ↗460      | сельское поселение Сафоновское       |
| 163 | Починки                         | деревня                 | ↗75       | сельское поселение Ганусовское       |
| 164 | Прудки                          | деревня                 | ↗83       | сельское поселение Чулковское        |
| 165 | Пушкино                         | деревня                 | ↗2        | сельское поселение Константиновское  |
| 166 | Раменское                       | город                   | ↘113 897  | городское поселение Раменское        |
| 167 | Раменской агрохимстанции (РАОС) | посёлок                 | ↗1003     | сельское поселение Софьинское        |
| 168 | Редькино                        | деревня                 | ↗52       | сельское поселение Чулковское        |
| 169 | Ремзавода                       | посёлок                 | ↗629      | сельское поселение Ульянинское       |
| 170 | Речицы                          | село                    | ↗4865     | сельское поселение Гжельское         |
| 171 | Рогачёво                        | деревня                 | →17       | сельское поселение Ганусовское       |
| 172 | Родники                         | посёлок городского типа | ↗5343     | городское поселение Родники          |
| 173 | Рыбаки                          | деревня                 | ↗287      | сельское поселение Заболотьевское    |
| 174 | Рыболово                        | село                    | ↗1054     | сельское поселение Рыболовское       |
| 175 | Рылеево                         | посёлок                 | ↗2354     | сельское поселение Ганусовское       |
| 176 | Салтыково                       | село                    | ↗164      | сельское поселение Ганусовское       |
| 177 | Санатория «Раменское»           | посёлок                 | ↘116      | сельское поселение Сафоновское       |
| 178 | Сафоново                        | деревня                 | ↗821      | сельское поселение Сафоновское       |
| 179 | Сельвачево                      | деревня                 | ↗41       | сельское поселение Константиновское  |
| 180 | Сельцо                          | деревня                 | →7        | сельское поселение Константиновское  |
| 181 | Семеновское                     | деревня                 | ↗63       | сельское поселение Никоновское       |
| 182 | Сидорово                        | деревня                 | ↗110      | сельское поселение Новохаритоновское |
| 183 | Синьково                        | село                    | ↗340      | сельское поселение Софьинское        |
| 184 | Слободино                       | деревня                 | ↗11       | сельское поселение Рыболовское       |
| 185 | Слободка                        | село                    | ↗11       | сельское поселение Никоновское       |
| 186 | Слободка                        | деревня                 | ↗26       | сельское поселение Рыболовское       |
| 187 | Совхоза «Красковский»           | посёлок                 | ↗403      | сельское поселение Вялковское        |
| 188 | Совхоза «Раменское»             | посёлок                 | ↗4003     | сельское поселение Заболотьевское    |
| 189 | Совхоза «Сафоновский»           | посёлок                 | ↗272      | сельское поселение Сафоновское       |
| 190 | Соколово-Хомьяново              | деревня                 | ↘0        | сельское поселение Никоновское       |
| 191 | Софьино                         | село                    | ↗4115     | сельское поселение Софьинское        |
| 192 | Спартак                         | посёлок                 | ↗1639     | сельское поселение Верейское         |
| 193 | Спас-Михнево                    | деревня                 | ↗7        | сельское поселение Ганусовское       |
| 194 | Становое                        | деревня                 | ↗151      | сельское поселение Софьинское        |
| 195 | Старково                        | деревня                 | ↗484      | сельское поселение Сафоновское       |
| 196 | Старниково                      | деревня                 | ↗858      | сельское поселение Рыболовское       |
| 197 | Старомайково                    | деревня                 | ↗34       | сельское поселение Ульянинское       |
| 198 | Степановское                    | село                    | ↗199      | сельское поселение Ульянинское       |
| 199 | Строкино                        | село                    | ↘912      | сельское поселение Вялковское        |
| 200 | Татаринцево                     | село                    | ↗207      | сельское поселение Рыболовское       |
| 201 | Тимонино                        | деревня                 | ↗749      | сельское поселение Софьинское        |
| 202 | Титово                          | деревня                 | ↗61       | сельское поселение Чулковское        |
| 203 | Толмачёво                       | деревня                 | ↗148      | сельское поселение Никоновское       |
| 204 | Торопово                        | деревня                 | ↗132      | сельское поселение Рыболовское       |
| 205 | Трошково                        | деревня                 | ↗731      | сельское поселение Гжельское         |
| 206 | Турыгино                        | деревня                 | ↗428      | сельское поселение Новохаритоновское |
| 207 | Тяжино                          | деревня                 | ↗185      | сельское поселение Софьинское        |
| 208 | Удельная                        | посёлок городского типа | ↗18 111   | городское поселение Удельная         |
| 209 | Ульянино                        | село                    | ↗1139     | сельское поселение Ульянинское       |
| 210 | Устиновка                       | деревня                 | ↗218      | сельское поселение Вялковское        |
| 211 | Федино                          | деревня                 | ↘66       | сельское поселение Рыболовское       |
| 212 | Фенино                          | деревня                 | ↗404      | сельское поселение Гжельское         |
| 213 | Фомино                          | деревня                 | →29       | сельское поселение Рыболовское       |
| 214 | Фоминское                       | деревня                 | ↘335      | сельское поселение Ульянинское       |
| 215 | Фрязино                         | деревня                 | ↘40       | сельское поселение Новохаритоновское |
| 216 | Хлыново                         | деревня                 | ↗17       | сельское поселение Константиновское  |
| 217 | Холуденево                      | деревня                 | ↗31       | сельское поселение Софьинское        |
| 218 | Хрипань                         | деревня                 | ↗1010     | городское поселение Кратово          |
| 219 | Чекменево                       | деревня                 | ↗93       | сельское поселение Никоновское       |
| 220 | Чулково                         | деревня                 | ↗491      | сельское поселение Чулковское        |
| 221 | Шевлягино                       | деревня                 | ↘38       | сельское поселение Новохаритоновское |
| 222 | Шевлягинского завода            | посёлок                 | ↘14       | сельское поселение Новохаритоновское |
| 223 | Шилово                          | деревня                 | ↗148      | сельское поселение Софьинское        |
| 224 | Ширяево                         | деревня                 | ↗15       | сельское поселение Константиновское  |
| 225 | Шмелёнки                        | деревня                 | ↗284      | сельское поселение Вялковское        |
| 226 | Шувайлово                       | деревня                 | ↗5        | сельское поселение Константиновское  |
| 227 | Щеголево                        | деревня                 | ↗67       | сельское поселение Чулковское        |
| 228 | Электроизолятор                 | посёлок                 | ↘4141     | сельское поселение Новохаритоновское |
| 229 | Юрасово                         | деревня                 | ↗31       | сельское поселение Ульянинское       |
| 230 | Юрово                           | деревня                 | ↘976      | сельское поселение Кузнецовское      |
| 231 | Юсупово                         | село                    | ↗16       | сельское поселение Ульянинское       |
| 232 | Яньшино                         | деревня                 | ↗11       | сельское поселение Ульянинское       |